# Liyang (sockenhuvudort i Kina, Jiangxi Sheng, lat 29,22, long 117,04)
Liyang är en sockenhuvudort i Kina. Den ligger i provinsen Jiangxi, i den sydöstra delen av landet, omkring 130 kilometer nordost om provinshuvudstaden Nanchang. Antalet invånare är 13 322. Befolkningen består av 6 411 kvinnor och 6 911 män. Barn under 15 år utgör 26,0 %, vuxna 15-64 år 66 %, och äldre över 65 år 7,0 %.
Runt Liyang är det tätbefolkat, med 383 invånare per kvadratkilometer. Närmaste större samhälle är Jingdezhen, 18,5 km öster om Liyang. Trakten runt Liyang består till största delen av jordbruksmark.
Genomsnittlig årsnederbörd är 2 597 millimeter. Den regnigaste månaden är juni, med i genomsnitt 468 mm nederbörd, och den torraste är oktober, med 52 mm nederbörd.